# Edmundo Abastoflor Montero
Edmundo Abastoflor Montero (ur. 15 grudnia 1943 w Sucre) – boliwijski duchowny katolicki, arcybiskup La Paz w latach 1996–2020.

## Życiorys
Urodził się w 1943 r. w Sucre. Tutaj ukończył wszystkie szczeble edukacji, po czym rozpoczął studia teologiczne, po których ukończeniu otrzymał święcenia kapłańskie, 10 czerwca 1967 r. W 1984 r. został wybrany przez papieża Jana Pawła II na biskupa diecezjalnego Potosí. Jego uroczysta konsekracja oraz ingres do tamtejszej katedry odbył się w 1985 r. W latach 1991–1996 pełnił równocześnie funkcję przewodniczącego Konferencji Episkopatu Boliwii. Po rezygnacji arcybiskupa Luisa Sáinza Hinojosa z urzędu arcybiskupa metropolity La Paz został zajął jego miejsce w 1996 r. 23 maja 2020 przeszedł na emeryturę.